# Puiners
El Puiners és una muntanya de 1.543 metres que es troba al municipi de Castellar de n'Hug, a la comarca catalana del Berguedà.